# U.S. Route 177
La U.S. Route 177 (US 177) est une US Route auxiliaire de la US 77. Elle parcourt 233 miles (375 km) entre la jonction avec la US 70 à Madill, Oklahoma et la jonction avec la US 81 à South Haven, Kansas.

## Description du tracé

### Oklahoma
La US 177 débute au centre de Madill, à la jonction avec la US 70 et la SH-199. Elle se dirige vers le nord-ouest et l'ouest pour passer par Mannsville et Dickson. À Dickson, elle bifurque vers le nord et atteint Sulphur, Stratford, Asher, Tecumseh, Shawnee, Warwick, Perkins, Stillwater et Ponca City. Là, elle rencontre la US 60 / US 77 et forme un multiplex avec celle-ci. La US 177 nord bifurque vers l'ouest, en multiplex avec la US 60 ouest et la US 77 sud, jusqu'à Tonkawa. La US 177 y reprend un alignement vers le nord et passe par Blackman et Braman avant d'atteindre la frontière du Kansas.

### Kansas
La US 177 ne parcourt que 4 miles (6,40 km) au Kansas. Elle entre dans l'état à Hunnewell, continue son trajet vers le nord et prend fin à South Haven à la jonction avec la US 81, laquelle continue le tracé de la US 177 vers le nord.

## Intersections majeures
Oklahoma
 US 70 / SH-199 à Madill
 US 270 à Tecumseh. Les routes forment un multiplex jusqu'à Shawnee.
 I-40 près de Shawnee
 US 62 près de Meeker
 US 64 près de Morrison
 US 412 près de Morrison
 US 60 / US 77 à Ponca City. Les routes forment un multiplex jusqu'à Tonkawa.
 I-35 à Braman
Kansas
 US 81 à South Haven